# Fermentacja cytrynowa
Fermentacja cytrynowa – metoda otrzymywania kwasu cytrynowego z glukozy z wykorzystaniem pleśni, np. z gatunku Aspergillus niger. Sam proces nie jest właściwą fermentacją, gdyż ma charakter ściśle tlenowy, jednak został tak nazwany ze względów historycznych i zwyczajowych.
Równanie sumaryczne fermentacji cytrynowej:
3C6H12O6 + 9O2 → 2C6H8O7 + 6CO2↑ + 10H2O
Metoda fermentacyjna przewyższa metodę uzyskiwania kwasu cytrynowego z owoców cytrusowych ze względu na niższą cenę. W metodzie tej wykorzystuje się melasę, będącą produktem ubocznym przemysłu cukrowniczego.
Wytwarzanie kwasu cytrynowego zachodzi podczas głodowania grzyba. Skład pożywki powinien być tak dobrany, aby umożliwić tylko nieznaczny rozwój grzybów, a jednocześnie uniemożliwić zarodnikowanie.